# Eagle (Marskrater)
Eagle ist ein Impaktkrater auf dem Mars. Er ist 22 Meter lang, 88 cm tief und befindet sich auf der Meridiani-Planum-Hochebene innerhalb des MC-19 Margaritifer Sinus-Gradfeldes. Der Mars-Rover Opportunity landete 2004 in diesen Krater. Messergebnisse von Opportunity bestätigten die Vermutung der Wissenschaftler, dass Meridani Planum einmal der Boden eines Ozeans gewesen ist.

## Name
Der Name des Kraters Eagle hat drei Ursprünge:
1. Zu Ehren des ersten bemannten Raumfahrzeuges (Raumfahrtmission Apollo 11, engl. auch Eagle) das auf dem Mond landete.
2. Zu Ehren der Vereinigten Staaten von Amerika, deren Wappentier der Weißkopfseeadler (engl. Bald Eagle) ist und welche die Opportunity-Mission betreiben.
3. Eagle ist zudem ein Begriff aus dem Golfsport. Dabei versenkt ein Golfer mit bestimmten Schlägen unter Par den Golfball im Loch. Damit soll die Landung symbolisiert werden, die als Hole-in-one bezeichnet wurde.

## Entdeckungen im Krater
Die Wissenschaftler der Opportunity-Mission waren begeistert von der Häufigkeit der Felsaufschlüsse im Krater. Der Kraterboden ist aus wissenschaftlicher Sicht sehr interessant, denn er besteht aus einer Mischung von groben grauen Körnern und feinen rötlichen Körnchen. Bei genaueren Untersuchungen der etwa fingerdicken Gesteinslagen der Aufschlüsse bestätigte sich die Vermutung, dass Meridiani Planum einmal ein schwach saurer und salzhaltiger Ozean gewesen sein muss. Die Erkenntnisse über dieses Gebiet konnten drei Monate später bestätigt werden, als Opportunity den deutlich größeren Endurance-Krater östlich von Eagle aufsuchte, wobei weitere Daten über die Geschichte dieses Gebietes gesammelt werden konnten.